# Планинска коза
Планинска коза (лат. Oreamnos americanus) је највећи сисар копитар који живи само на просторима Северне Америке. Због тога се често назива Америчка снежна или планинска коза. Упркос колоквијалном називу не припада роду Капрала (Capra). У дивљини често се може видети на стеновитим и високим литицама које јој служе као заштита од предатора.

## Општи изглед и особине
Планинска коза специфична је по својој белој бради коју имају и мужјак и женка, кратком репу и роговима. Оштри, танки и стални рогови црне су боје и достижу дужину између 15 и 30 центиметара. Расту током целог животног века и никада не отпадају. Женке имају тање дуге рогове који су при врху више закривљени. Величина и дужина рогова говоре о стрости јединке.
Одрасли мужјаци теже између 70 и 120 kg док су женке између 10% и 30% мање од мужјака и њихова тежина се креће од 55 до 75 килограма.